# Elusa orion
Elusa orion är en fjärilsart som beskrevs av Walter Karl Johann Roepke 1956. Elusa orion ingår i släktet Elusa och familjen nattflyn. Inga underarter finns listade i Catalogue of Life.